# 山川泰邦
山川泰邦（やまかわ やすくに（たいほう）、1908年（明治41年）8月8日 - 1991年（平成3年）5月4日）は、琉球政府および沖縄県の政治家・教育者・警察官である。1958年（昭和33年）からは立法院議員に5期連続で当選し、1967年（昭和42年）からは立法院議長を務めた。

## 生涯
1908年8月8日に沖縄県国頭郡本部町に生まれる。
1934年（昭和9年）に警察官を拝命し、太平洋戦争でアメリカ軍の反攻が本格化し始めた1944年（昭和19年）においては、那覇警察署副署長の務めとして、学童、老幼婦女子の疎開に尽力した。
沖縄戦後は、琉球警察学校の校長（1951年）、本部町、石川市（現在はうるま市）、前原市（現在はうるま市）、那覇市の各警察署長を歴任した。
1953年（昭和28年）には琉球政府比嘉秀平初代行政主席の要請を受けて、琉球政府社会局長に就任し、福祉三法、労働三法、援護法などの実施に取り組み、援護業務などに携わった。
1958年（昭和33年）からは立法院議員に転身し、1967年（昭和42年）からは立法院議長を務めた。
その後、1970年国政参加選挙（自由民主党公認）と1972年第33回衆議院議員総選挙（無所属）にも出馬したが、落選した。

## 著書
- 『秘録 沖縄戦記』（新星出版）
- 『我が回顧録とスピーチ』（セントラル印刷）
- 『秘録 沖縄戦記』（読売新聞社）
- 『秘録 沖縄戦史』（沖縄グラフ社）

## 関連人物
- 佐藤栄作